# Hofklinge (Seckach)
Die Hofklinge ist eine etwa 11⁄2 km lange Waldklinge an der Grenze der Gemeinde Roigheim zur Stadt Möckmühl, die beide zum baden-württembergischen Landkreis Heilbronn gehören. Der vielleicht Gorsbach genannte und sie auf seinem unteren Lauf durchziehende, selbst etwa 3 km lange Bach mündet zwischen Roigheim und Möckmühl von rechts und insgesamt Nordwesten in die untere Seckach.

## Name
Der Bach selbst hieß früher möglicherweise Gorsbach, denn nahe dem Beginn des Klingenabschnitts stand früher der inzwischen abgegangene Ort Gorsbach der Gemeinde Roigheim, von dem nur ein Gemarkungsname Gorsbach oder Hof Gorsbach geblieben ist. Rechtsseits im Waldgewann Junges Bannholz auf dem Gebiet der Stadt Möckmühl läuft klingenparallel ein Wirtschaftsweg des Namens Gorsbachweg, der keine direkte Verbindung zum Wüstungsplatz hat, so dass eine Benennung nach diesem wenig wahrscheinlich ist.

## Geographie
Der Bach durch die Hofklinge hat zwei Oberläufe, die sich etwa am Eingang der Klinge vereinen.

### Linker Oberlauf
Der linke Oberlauf entsteht etwa 0,6 km nordwestlich der Roigheimer Aussiedlerhofgruppe Hofbrunnen an einer kleinen Waldinsel auf etwa 319 m ü. NHN neben einem Wirtschaftsweg. In der langdreieckigen Waldinsel gibt es einen eingegangenen und einen noch bestehenden kleinen Teich mit Mönch. Der anfangs nur unbeständig wasserführende Graben folgt zwischen Äckern an der Seite dem Weg zu den Aussiedlerhöfen, auf kurzen Abschnitten von Baumreihen begleitet.
Er quert im Bereich der Aussiedlerhöfe die K 2138 von Roigheim nach Möckmühl-Bittelbronn, ist dort auch kurz verdolt und wendet sich nach dem Ort mehr und mehr auf südwestlichen Lauf. Auf den letzten etwa 200 Metern läuft der nunmehr beständigere Bach in einer Geländekerbe und begleitet von einsetzendem Hangwald.
Nach etwa 1,3 km langem Lauf fließt er auf etwa 266 m ü. NHN mit dem anderen Oberlauf zusammen. Er trägt zum Einzugsgebiet der Hofklinge etwa 0,6 km² bei.

### Rechter Oberlauf
Der rechte Oberlauf entsteht auf etwa 295 m ü. NHN an der K 2138 zwischen Hofbrunnen und dem in dessen Südwesten liegenden Bittelbronn. Er hat auf ganzer Länge nur temporär Durchfluss. Auch ihm folgt ein Feldweg auf seinem weiten, nach Norden ausholendem Laufbogen, an dessen Ende er, nach zuvor Feldern an beiden Seiten, rechtsseits an das Möckmühler Waldgewann Junges Bannholz grenzt. Nach weiteren etwa 150 Meter auf der Kommunalgrenze vereint er sich mit dem anderen Oberlauf.
Der rechte Oberlauf ist etwa 0,9 km lang und hat ein etwa 0,9 km² großes Einzugsgebiet.

### Verlauf
Der vereinte Bach fließt im laubholzreichen Mischwald der Hofklinge geschlungen und 11⁄2 bis 4 Meter breit mit wenig Gefälle in westliche bis südwestliche Richtungen über sein teils steiniges, teils lehmiges Bett. Die Ufer sind flach bis steil, mancherorts steht an den steilen Uferabschnitten Muschelkalk an. Auch auf diesem Abschnitt zwischen dem Möckmühler Gewann Junges Bannholz rechts sowie anfangs dem Feldgewann Hof Gorsbach auf der linken Höhe, später dem steileren linken Waldhang des  Hofrains, die beide zu Roigheim gehören, kann der Durchfluss zuweilen aussetzen. Nach etwa einem Viertel seines Wegs in der Klinge rinnt aus der Hofquelle am linken Unterhang kommendes Wasser zuletzt flächenhaft über Sinterpolster in die Bachkerbe ein.
Der Bach läuft in der Hofklinge sehr naturnah, trotz eines dem rechten Ufer oft recht nahe kommenden Waldwegs auf ihrem Grund. Gegen Ende von ihr schwindet das Wasser gewöhnlich. Auf den letzten zweihundert Metern in der Seckach-Flussaue hat der Bach in seiner dort weiten, gehölzüberwachsenen Laufmulde Steine und größere Blöcke abgelagert, zwischen denen nur nach starken Niederschlägen das Wasser offen fließt. Zuletzt unterquert er die Trasse der Frankenbahn und speist gleich jenseits auf 186 m ü. NHN die dort begradigt neben dem Verkehrsweg geführte untere Seckach.
Der Bach durch die Hofklinge mündet nach seinem mit dem längeren linken Oberlauf zusammen 3,0 km langen Weg mit mittlerem Sohlgefälle von etwa 44 ‰ etwa 133 Höhenmeter unterhalb des Grabenanfangs an der kleinen Waldinsel.

### Einzugsgebiet
Das Einzugsgebiet der Hofklinge ist 2,6 km² groß und zählt naturräumlich zum größeren Teil im Nordwesten zum Unterraum Waidach des Baulandes, zum kleineren im Südosten zum Unterraum Neudenauer Hügel der Kocher-Jagst-Ebenen. Der höchste Punkt an seinem Nordwesteck am Rande des Solarparks Roigheim  zum Wald Geschworenes Holz erreicht etwa 331 m ü. NHN.
Der größere nördliche Teil von ihm ist Ackerland und gehört zur Gemeinde Roigheim, dessen Aussiedlerhofgruppe Hofbrunnen der einzige Ort im Inneren ist, der südliche mit insbesondere dem ganzen rechten Klingenhang gehört fast ganz zur Stadt Möckmühl und ist vollständig vom Wald des Gewanns Junges Bannholz bestanden; dagegen gibt es linksseits der Klinge auf Roigheimer Grund nur einen steileren und schmalen Hangwald.
Reihum grenzen die Einzugsgebiete der folgenden Nachbargewässer an:
- Im Norden fließt der Klingenbach genannte Bach durch die Geschworenen-Holz-Klinge weiter aufwärts zur Seckach;
- im Nordosten fließt ein längstenteils unbeständiges Gerinne aus dem Alten Grund zwischen dem Klingenbach und dem Bach aus der Hofklinge zuletzt durch eine kurze Klinge zur Seckach;
- auch im Südosten geht der Abfluss durch eine kleine Waldklinge nun unterhalb der Hofklinge zur Seckach;
- im Südwesten liegt das obere Einzugsgebiet des Brünnlesgrabens, der erst am nördlichen Siedlungsrand von Möckmühl die Seckach speist;
- Den Abfluss jenseits der gesamten westlichen Wasserscheide nimmt der linke Oberlauf Klingenbach des Sulzbachs auf, der nach der Seckach in Siglingen in die Jagst mündet.

### Zuflüsse
Liste der Zuflüsse von der Quelle zur Mündung. Gewässerlänge, Einzugsgebiet und Höhe nach den entsprechenden Layern auf der Onlinekarte der LUBW. Andere Quellen für die Angaben sind vermerkt.
Zusammenfluss der Oberläufe zur Hofklinge auf etwa 266 m ü. NHN etwa 0,5 km südlich von Roigheim-Hofbrunnen am Klingeneintritt.
- (Linker Oberlauf), von Nordwesten, ca. 1,3 km und ca. 0,6 km². Entsteht etwa 0,6 km nordwestlich von Hofbrunnen an einer kleinen Waldinsel auf etwa 319 m ü. NHN.
- (Rechter Oberlauf), von Westen, ca. 0,9 km und ca. 0,9 km². Entsteht auf etwa 295 m ü. NHN im Ackergewann Heide an der K 2138 Hofbrunnen-Möckmühl-Bittelsbronn. Wasserführung unbeständig.
- (Abfluss der Hofquelle), von links, sehr kurz. Die Hofquelle liegt am unteren Klingenwaldhang unterhalb des Flurgewanns Hof Gorsbach auf etwa 266 m ü. NHN.

Mündung des Bachs durch die Hofklinge von rechts auf 186 m ü. NHN in die untere Seckach an der Gemeindegrenze von Roigheim zu Möckmühl. Der Bach ist ab dem Ursprung des längeren linken Oberlaufs 3,0 km lang und hat ein 2,6 km² großes Einzugsgebiet.

## Geologie
Das Einzugsgebiet der Hofklinge liegt überwiegend im Oberen Muschelkalk, der aber an der westlichen Wasserscheide und auf den Spornen vor allem rechtsseits der Klinge weithin mit Lettenkeuper (Erfurt-Formation)  überlagert ist. Der rechte Oberlauf entsteht im Oberen Muschelkalk, der linke just eben noch im Lettenkeuper. Erst kurz vor der Mündung streicht an den unteren Hängen des Seckachtals der Mittlere Muschelkalk aus.
An der südlichen Wasserscheide überlagert jüngeres Lösssediment aus dem Quartär fast ganz den Lettenkeuper, diese Schichtinsel reicht dann über Muschelkalk teilweise sogar bis an den rechten Oberlauf. Ein Schwemmlandband begleitet den linken Oberlauf bis kurz vor der Klinge und den rechten bis in den obersten Klingenabschnitt; es setzt danach erst wieder in der unteren Klinge ein und liegt dann bis zur Mündung um den Bach. An den Flanken der Klinge liegt quartärer Hangschutt.
Von wenig nördlich des Ortes Hofbrunnen streicht eine Störungslinie südostwärts bis weit jenseits der Wasserscheide, die Tiefscholle liegt klingenseitig.
In einer Trockentalmulde des westlichen Jungen Bannholzes gibt es einige Dolinen, teils mit Schlucklöchern, in denen nur zeitweilig fließende Kleingerinne verschwinden, eine mit temporärem Tümpel auf dem Grund; sie zeigen augenscheinlich die Verkarstung des Muschelkalks an.

## Schutzgebiet
Das Einzugsgebiet gehört weit überwiegend zu einem Wasserschutzgebiet der Gemeinde Roigheim, das weit darüber ausgreift und dessen Wasserfassungen außerhalb liegen.

## Tourismus
Ein mit weißem Kreuz markierter Wanderweg des Odenwaldklubs von Mosbach nach Möckmühl verläuft auf seinem Etappe von Waldmühlbach nach Bittelbronn dem südlichen Teil der westlichen Wasserscheide entlang.

### LUBW
Amtliche Online-Gewässerkarte mit passendem Ausschnitt und den hier benutzten Layern: Bachlauf durch die Hofklinge und deren Einzugsgebiet

Allgemeiner Einstieg ohne Voreinstellungen und Layer: Daten- und Kartendienst der Landesanstalt für Umwelt Baden-Württemberg (LUBW) (Hinweise)
1. 1 2 3  Höhe nach dem Höhenlinienbild auf dem Hintergrundlayer Topographische Karte.
2. 1 2  Länge nach dem Layer Gewässernetz (AWGN).
3. 1 2  Einzugsgebiet nach dem Layer Basiseinzugsgebiet (AWGN).
4. ↑  Natur teilweise nach dem Layer Geschützte Biotope.
5. ↑  Länge abgemessen auf dem Hintergrundlayer Topographische Karte.
6. ↑  Einzugsgebiet abgemessen auf dem Hintergrundlayer Topographische Karte.
7. ↑  Dolinen nach dem Layer Geschützte Biotope.
8. ↑  Schutzgebiet nach dem einschlägigen Layer.

### Andere Belege
1. 1 2  Höhe nach blauer Beschriftung auf dem Layer WMS LGL-BW Topographische Freizeitkarte 1:25.000 auf: Geoportal Baden-Württemberg (Hinweise)
2. ↑  Abfluss-BW: Modellierte Abflusswerte an der Mündung
3. ↑  Josef Schmithüsen: Geographische Landesaufnahme: Die naturräumlichen Einheiten auf Blatt 161 Karlsruhe. Bundesanstalt für Landeskunde, Bad Godesberg 1952. → Online-Karte (PDF; 5,1 MB)
4. ↑  Wolf-Dieter Sick: Geographische Landesaufnahme: Die naturräumlichen Einheiten auf Blatt 162 Rothenburg o. d. Tauber. Bundesanstalt für Landeskunde, Bad Godesberg 1962. → Online-Karte (PDF; 4,7 MB)
5. ↑  Geologie nach den Layern zu Geologische Karte 1:50.000 auf: Mapserver des Landesamtes für Geologie, Rohstoffe und Bergbau (LGRB) (Hinweise)